# Psilocerea griveaudi
Psilocerea griveaudi là một loài bướm đêm trong họ Geometridae.